# История детства
История детства — раздел в истории семьи, предметом исследования в котором является ребёнок.
Сравнительно молодое направление в науке, находящееся на стыке исторической дисциплины, антропологии, психологии,  социологии, искусствоведения. Получило распространение в 60-х гг. XX в., во многом благодаря работе французского историка-медиевиста Филиппа Арьеса (1914-1984). Рассматривает такие аспекты истории повседневности как этнические культуры деторождения и воспитания, отношение к детям в различных обществах (социальный и юридический статус детей, преступления против них), изображение детей в мифологии, литературе и искусстве, предметы детского быта, а также соответствующую таксономию в различных культурах.

## Шесть моделей Ллойда деМойса
В своих работах по истории детства Ллойд деМос выделил шесть различных доминирующих моделей отношения к детям на протяжении истории, обосновал влияние воспитания в детстве на особенности взрослой личности и связал выделенные им модели воспитания детей с особенностями развития цивилизации в каждый период. Шесть моделей, по деМосу, следующие:
1. Инфантицидная (до IV века н. э.) — характеризуется массовым убийством детей и насилием в их отношении;
2. Бросающая/отстранённая (IV — XIII века) — характеризуется отказом от инфантицида в связи с распространением христианства и практикой передачи родителями детей на воспитание третьим лицам;
3. Амбивалентная (XIV — XVII века) — характеризуется началом вытеснения практики физических наказаний;
4. Навязчивая/принудительная (XVIII век) — характеризуется началом понимания потребностей ребёнка;
5. Социализирующая (XIX — первая половина XX века) — характеризуется массовым распространением педагогических знаний, а также начального и среднего образования;
6. Помогающая (с середины XX века) — характеризуется индивидуализацией процесса воспитания, отказом от физических наказаний и равноправными отношениями между родителями и детьми.

## Китай
Наиболее ранним текстом, выделяющим тему внутриутробного воспитания ребёнка является диалог цзиньского Вэнь-гуна с советником, содержащийся в Го юй (Цзинь юй, 4:24). Среди текстов царства Цинь, обнаруженных в Шуйхуди (ок. 217 года до н.э.) содержится гадательное пособие, излагающее связь даты рождения ребёнка с его характером. Проблема врожденной природы человека рассматривается в трактатах Мэнцзы и Сюньцзы (эп. Воюющих Царств), однако сведения употребимые для систематического изучения истории детства возникают только в источниках эп. Хань.
Среди манускриптов Мавандуй (ранняя Хань, открыты в 1973) содержатся тексты о родах и воспитании. В литературе Хань получает распространение термин тайцзяо 胎教 (fetal education).

## Незападный мир
Современное понятие детства было скопировано незападными обществами, по ходу их модернизации. В авангарде была Япония, которая активно начала сотрудничать с Западом после 1860. Лидеры эпохи Мэйдзи решили, что у этнического государства должа быть основная роль в частности мобилизация людей - и детей - к обслуживанию государства. Школа Западного стиля была введена как агент, чтобы достигнуть той цели. К 1890-м школы производили новую политику относительно детства. С началом XX века, у Японии были многочисленные реформаторы, детские эксперты, редакторы журнала и хорошо образованные матери, которые приняли эти новые отношения.

## Внешние ссылки
- - Пушкарева Н. Л. "Материнство как социально-исторический феномен"